# Abadiño
Abadiño är en kommun i Spanien. Den ligger i Biscayaprovinsen i den autonoma regionen Baskien i norra delen av landet, 300 km norr om huvudstaden Madrid. Antalet invånare är 7 742 (2024). Arean är 36,05 kvadratkilometer. Abadiño gränsar till Atxondo, Berriz, Durango, Elorrio, Iurreta, Izurtza, Garai, Aramaio, Otxandio, Dima och Mañaria. 